# Departamento de Tilcara
Tilcara es un departamento en la provincia de Jujuy (Argentina). La mayor parte del departamento forma parte de la Quebrada de Humahuaca, un área montañosa con vegetación de estepa de altura. Los principales atractivos turísticos del departamento están en la cabecera, Tilcara, donde se encuentran el Pucará de Tilcara y el jardín botánico de Altura. También tienen interés turístico las localidades de Juella, Huacalera y Maimará.

## Superficie y límites
El departamento tiene una superficie de 1845 km², lo que al año 2010 determina una densidad de 6.7 hab/km².

Limita al norte con el departamento de Humahuaca, al oeste y sur con el departamento de Tumbaya y al este con los departamentos de Valle Grande y Ledesma.

## Toponimia
La palabra Tilcara proviene de la expresión quechua que significa «Lugar de buen cuero» o «Cuero Fuerte», a partir de la palabra 
«t'ika» o «thika», que significan «flor»,—y por extensión algo bueno o apreciado—, unida a la palabra «kkara» o «qara» que significan «cuero», «pellejo», «corteza» o «cáscara».

Según otras fuentes, el nombre proviene de una parcialidad de la etnia omaguaca llamada tilcara.

## Historia
Tilcara, al igual que otras poblaciones del norte, no tiene una fecha de fundación. Existen indicios de presencia humana en la región hace más de 10000 años. Quechuas, uquías, y tilcaras fueron algunas de las tribus indígenas que poblaban la zona entre los años 1000 y 1480 de nuestra era. Cuando el imperio Inca llegó a la región, la zona donde hoy crece y vive el pueblo de Tilcara, perteneció al Collasuyo, como se llamó a la provincia del sur del mundo incaico; el imperio estaba organizado en torno a fortalezas llamadas pucarás. Pero esa organización no duró mucho allí, ya que apenas unos 50 años después de su establecimiento, llegaron los españoles, a quienes los indígenas opusieron firme resistencia. Los españoles, encabezados por el capitán Francisco de Argañaraz y Murguía, lograron vencer la resistencia de los indígenas recién en 1598. Después de la conquista, estos pueblos fueron sometidos al régimen de encomienda, siendo obligados a residir en un lugar determinado y a trabajar por temporadas; la cantidad de personas explotadas para la encomienda era estipulada por los encomenderos españoles. El rango de edades para cumplir las encomiendas era de mayores de 16 hasta 50 años.

## Población
Contó con 12 349 habitantes (Indec, 2010), lo que representó un incremento del 18.70 % frente a los 10 403 habitantes (Indec, 2001) del censo anterior.

Para el censo 2022 el departamento registró 14 721 habitantes. Esto representó un aumento en la cantidad de personas del 19.2%, levemente menor que el crecimiento poblacional provincial.Estos datos le valieron ser el décimo departamento más poblado de la provincia.
| Gráfica de evolución demográfica de Departamento de Tilcara entre 1991 y 2022 |
|                                                                               |
| Fuente: censos nacionales del INDEC                                           |

## Localidades

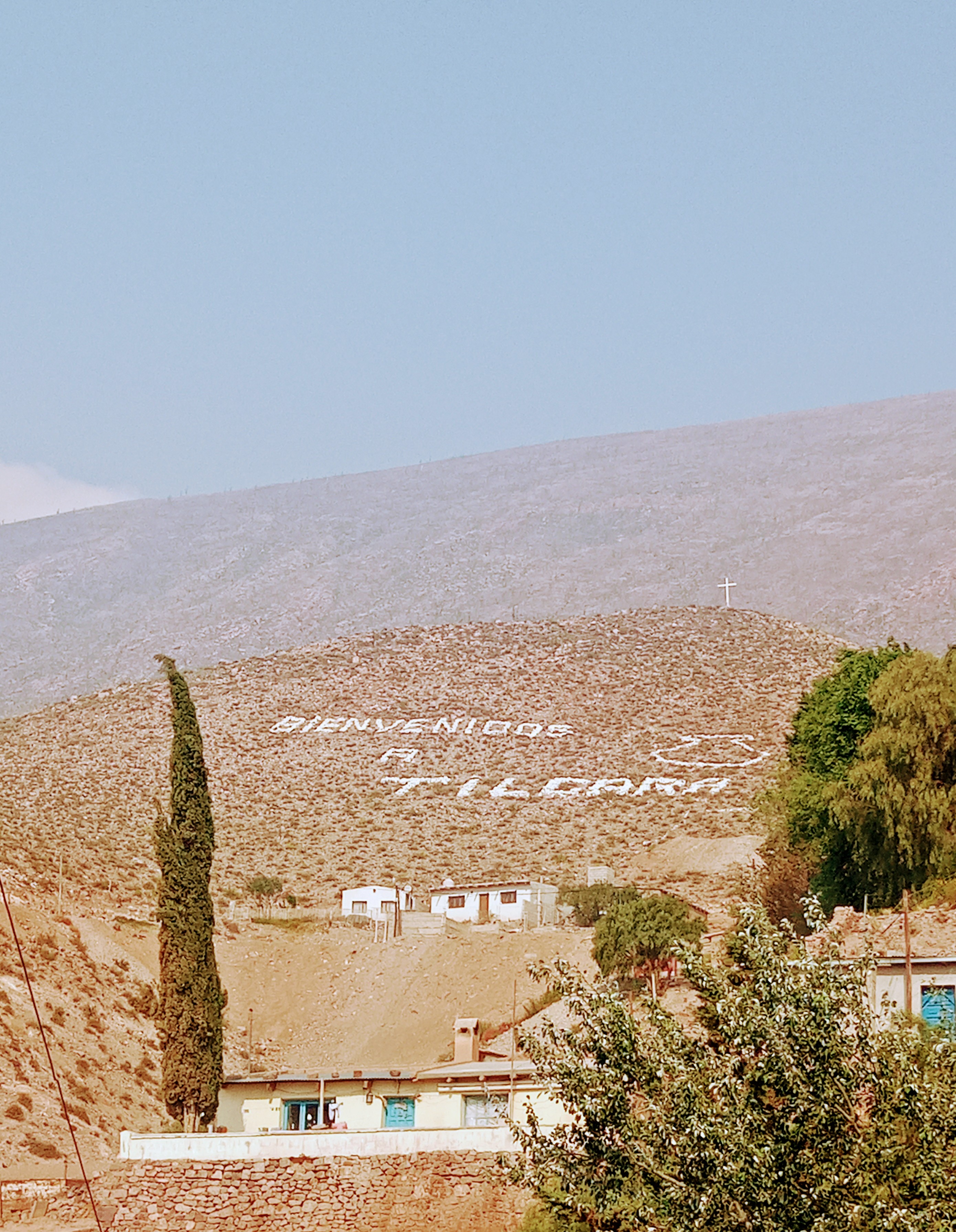
Bienvenido a Tilcara escrito en un cerro

Según datos correspondientes al censo del año 2010, la población se distribuye entre pequeñas localidades, ninguna de las cuales alcanza los 5000 habitantes.
- Colonia San José 274 hab.
- Huacalera 712 hab.
- Juella 200 hab.
- Maimará 3.353 hab.
- Tilcara 4.691 hab.

## Salud y educación
El departamento cuenta con 17 centros de salud, la mayoría de ellos dedicados a la atención primaria.
Según datos oficiales, en el año 2011 el departamento contaba con un total de 39 establecimientos educativos, la mayoría de ellos de gestión pública, que atienden los requerimientos de niños y jóvenes desde el jardín de infantes hasta el nivel posterior al secundario.

## Sismicidad
La sismicidad del área de Jujuy es frecuente y de intensidad baja, y un silencio sísmico de terremotos medios a graves cada 40 años.
- Sismo de 1863: aunque dicha actividad geológica catastrófica, ocurre desde épocas prehistóricas, el terremoto del 4 de enero de 1863 (162 años),[14] señaló un hito importante dentro de la historia de eventos sísmicos jujeños, con 6.4 Richter.[13]
- Sismo de 1948: el 25 de agosto de 1848 (176 años) con 7.0 Richter, el cual destruyó edificaciones y abrió numerosas grietas en inmensas zonas[14][13]
- Sismo de 2011: el 6 de octubre de 2011 (13 años) con 6.2 Richter, produjo rotura de vidrios y mampostería.[13]